# Comuna Karpovîci, Semenivka
Karpovîci (în ucraineană Карповичі) este o comună în raionul Semenivka, regiunea Cernihiv, Ucraina, formată din satele Hati, Karpovîci (reședința), Krasni Lozî, Naberejne și Parnea.

## Demografie
Componența lingvistică a comunei Karpovîci
     Rusă (52,93%)
     Ucraineană (46,81%)
Conform recensământului din 2001, majoritatea populației comunei Karpovîci era vorbitoare de rusă (52,93%), existând în minoritate și vorbitori de ucraineană (46,81%).